# Amvox
Amvox é uma empresa brasileira de tecnologia e eletroeletrônicos, fundada em 2003 na cidade de Camaçari, na Bahia. Especializada em soluções de áudio, eletroportáteis para o lar e produtos de climatização, a Amvox se destacou no mercado nacional pela combinação entre inovação, qualidade de áudio e design acessível. Com forte investimento em Pesquisa e Desenvolvimento (P&D), a empresa participa ativamente de feiras de tecnologia internacionais e segue em expansão. Atualmente, é liderada por Guilherme Santos e Antonio Flávio, que conduzem a Amvox em sua nova fase de modernização e crescimento. 

## História
A Amvox foi fundada em 2003 em Camaçari, na Bahia, com o objetivo de oferecer produtos de alta qualidade no setor de eletroeletrônicos. Desde o início, a empresa se destacou pela preocupação com a inovação e o desenvolvimento de soluções tecnológicas acessíveis para o mercado brasileiro. 
Nos primeiros anos, a Amvox consolidou sua presença com equipamentos de áudio, tornando-se especialmente reconhecida no segmento de caixas de som amplificadas. Ao longo do tempo, expandiu seu portfólio para incluir eletroportáteis para o lar e produtos de climatização, sempre focada em combinar tecnologia, design e custo-benefício. 
Em sua nova fase de crescimento, a Amvox é liderada pelos irmãos Guilherme Santos, atual presidente e diretor de Pesquisa e Desenvolvimento (P&D), e Antonio Flávio, vice-presidente e diretor de marketing. A gestão mais jovem e moderna trouxe práticas de governança corporativa, forte investimento em inovação e uma estratégia voltada para o consumidor final. 
Entre os lançamentos que simbolizam essa nova etapa estão a Bagvox, uma caixa de som portátil de 600W que pode ser carregada como mochila, e a Airfryer equipada com inteligência artificial, capaz de identificar o alimento e ajustar automaticamente o tempo de preparo. A empresa também fortaleceu sua atuação internacional, participando de feiras de tecnologia na Europa, Ásia e Estados Unidos. 

Com mais de 20 anos de história, a Amvox se consolida como uma das principais marcas brasileiras no segmento de tecnologia e eletroportáteis, mantendo o compromisso de oferecer produtos inovadores, de alta qualidade e que tragam praticidade ao dia a dia dos consumidores. 